# St. Laurentius (Heidenfeld)

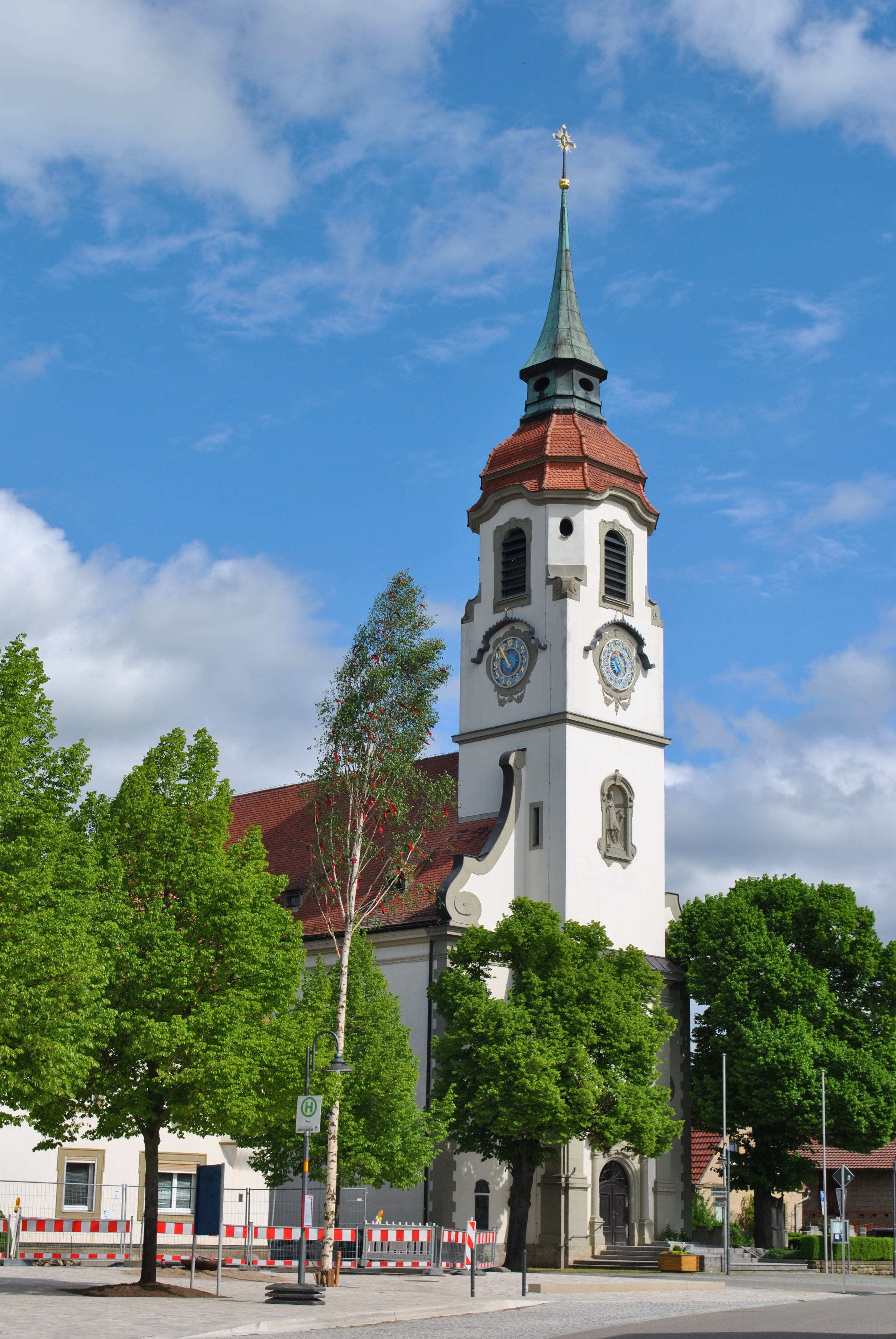
St. Laurentius (Heidenfeld)

Die römisch-katholische, denkmalgeschützte Pfarrkirche St. Laurentius steht in Heidenfeld, einem Ortsteil der Gemeinde Röthlein im Landkreis Schweinfurt (Unterfranken, Bayern). Das Bauwerk ist unter der Denkmalnummer D-6-78-170-20 als Baudenkmal in der Bayerischen Denkmalliste eingetragen. Die Pfarrei gehört zur Pfarreiengemeinschaft Heidenfeld, Hirschfeld, Röthlein im Dekanat Schweinfurt-Süd des Bistums Würzburg.

## Beschreibung

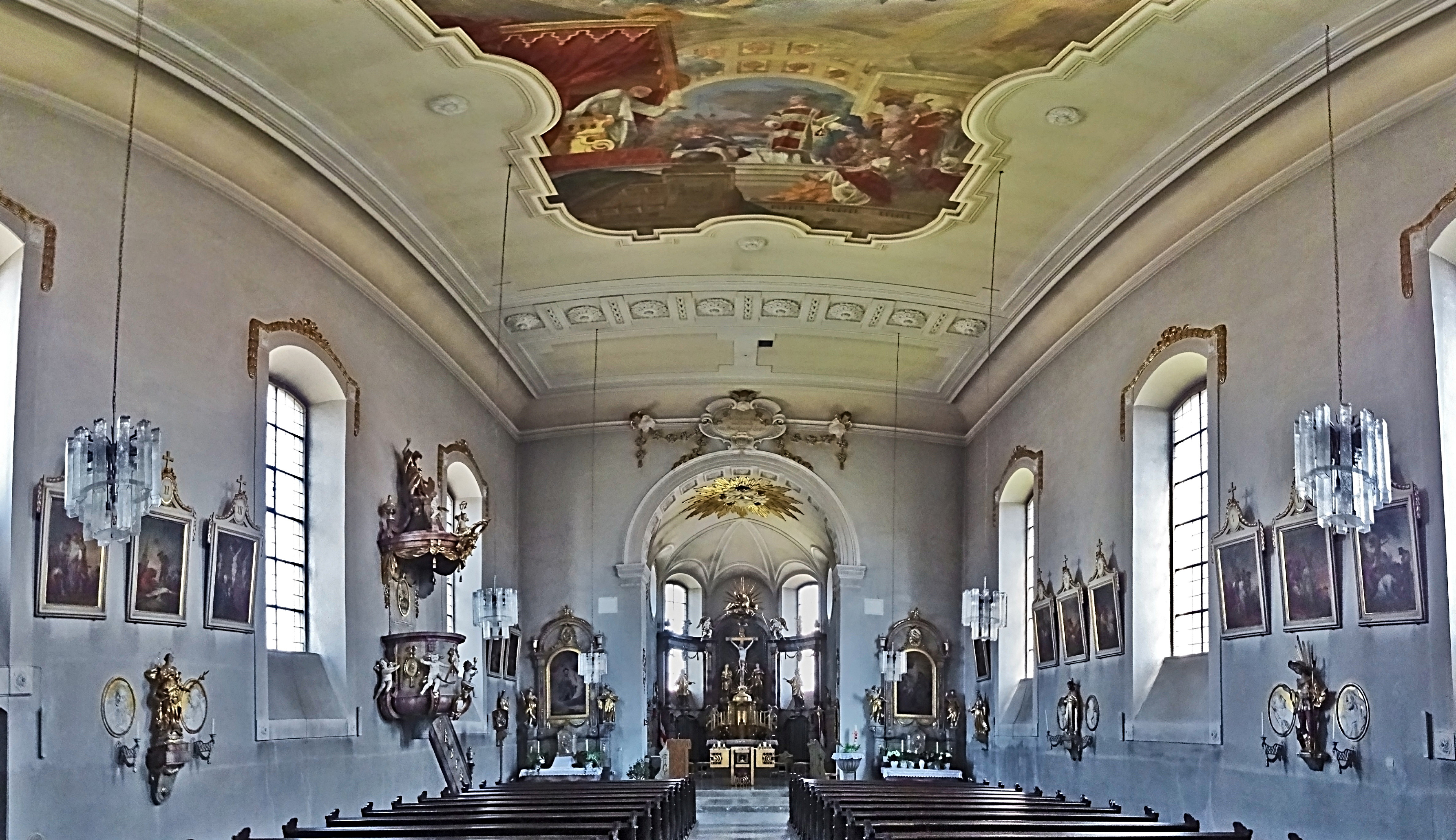
Langhaus mit Blick zum Altar

Die 1904 bis 1906 gebaute neobarocke Saalkirche besteht aus einem Langhaus mit einem eingezogenen, dreiseitig geschlossenen Chor im Nordwesten und einem Kirchturm im Südosten, in dessen Glockenstuhl vier Kirchenglocken hängen. Sie wurde am 7. Juli 1909 von Ferdinand Schlör geweiht.

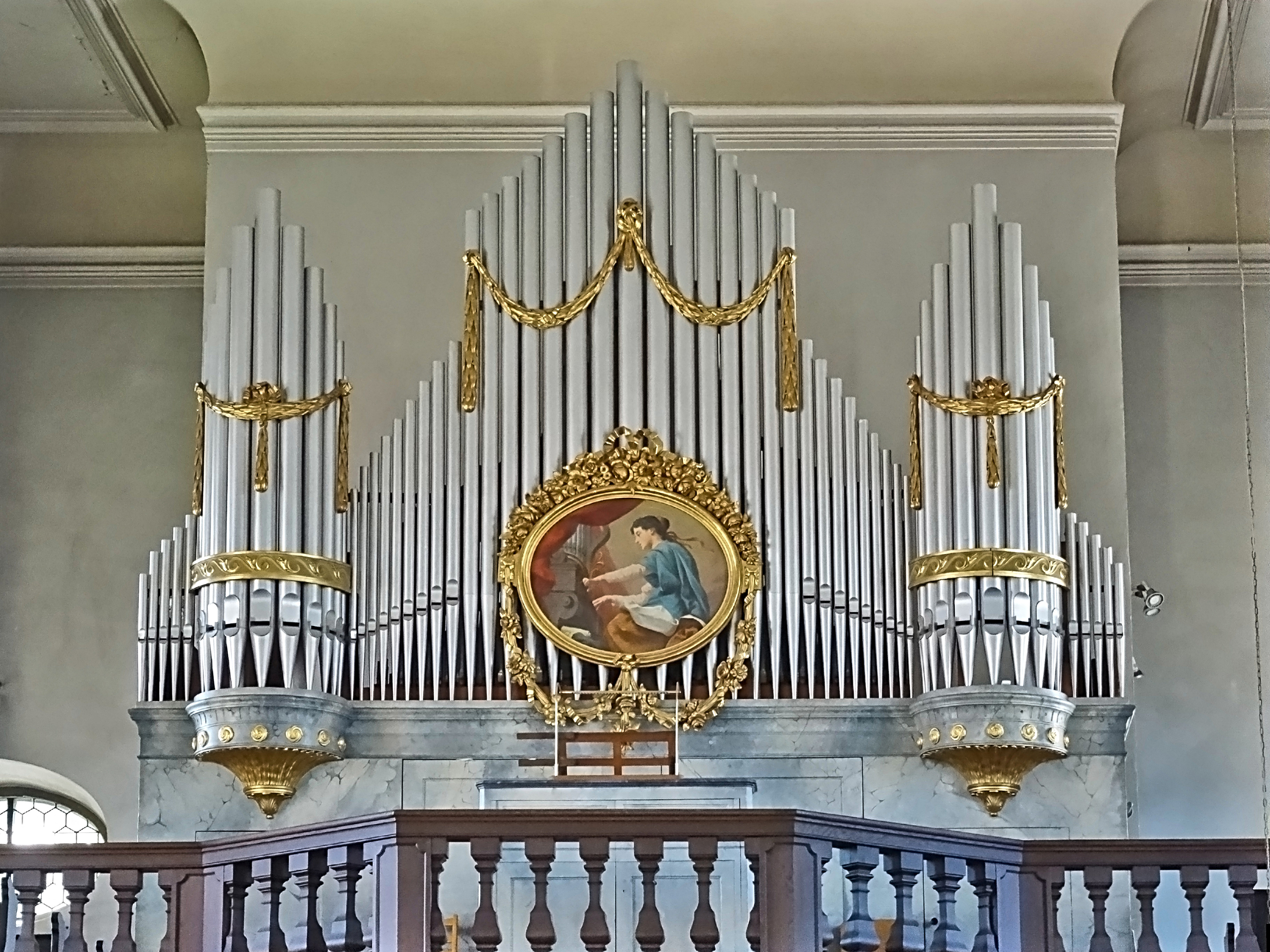
Steinmeyer-Orgel

In einem Schrein im Altar werden die Reliquien von Liborius Wagner aufbewahrt. 2004 wurde in einer Nische rechts vom Portal eine ihm geweihte Kapelle eingerichtet. Links vom Portal ist ein Denkmal für Michael von Faulhaber eingerichtet. Die Orgel mit 17 Registern, zwei Manualen und einem Pedal wurde 1907 von G. F. Steinmeyer & Co. gebaut.